# 만나

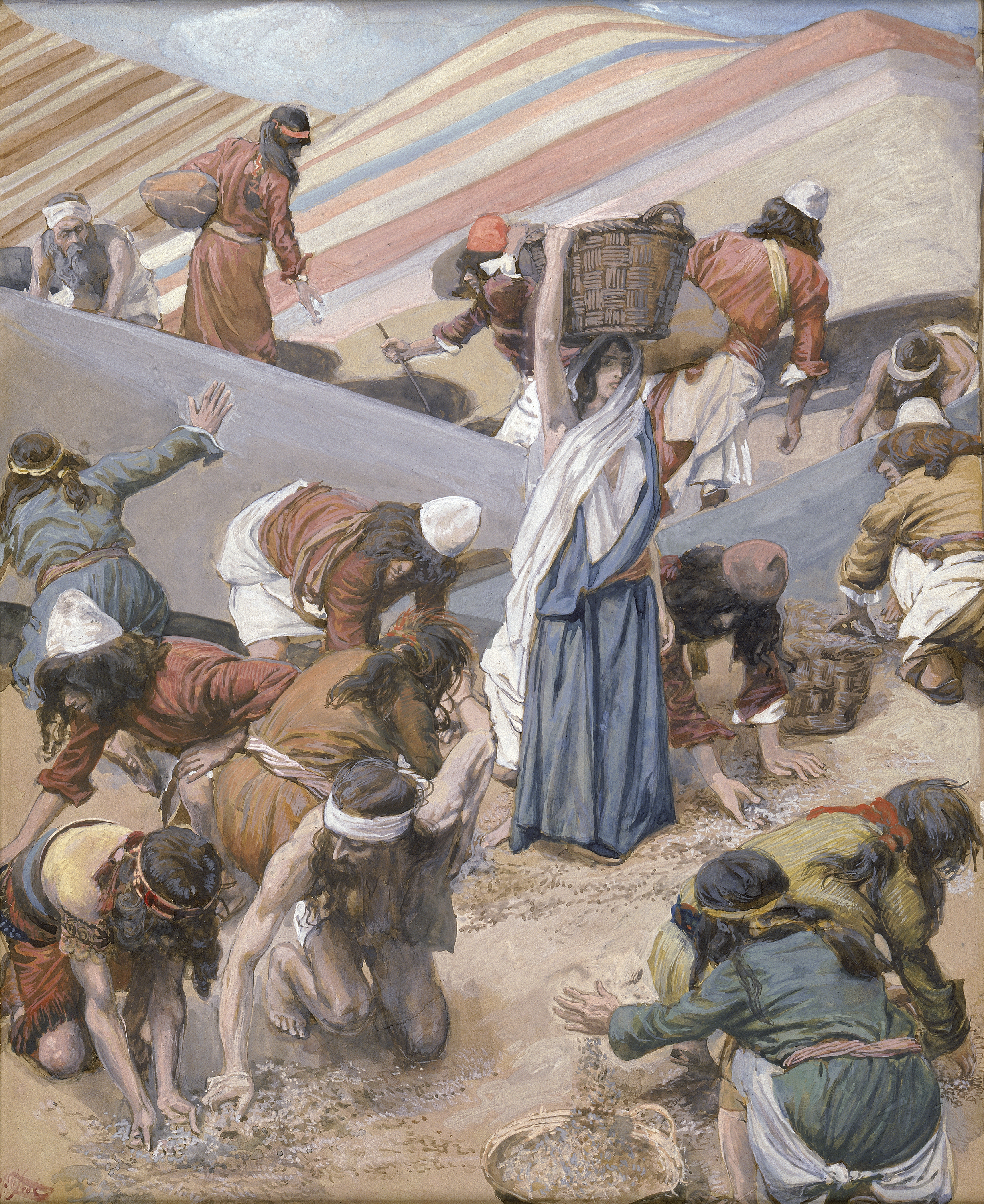
자메 티소트의 《만나의 수집》.

만나(히브리어: מָן, 그리스어: μάννα, 아랍어: اَلْمَنُّ, 고어로 마나; mana)는 성경과 꾸란에 등장하는 음식으로, 하나님이 이스라엘 백성에게 제공한 식용 가능한 물질이다. 이는 출애굽 이후부터 가나안 정복 이전까지의 40년간 광야에서 여행하는 동안 공급되었다. 신학적 의미로는 하늘에서 내려온 생명의 떡 예수 그리스도의 몸을 상징한다.

## 설명

### 히브리어 성경
히브리어 성경에서 만나는 세차례 언급된다. 한 번은 출애굽기 16장 1-36절에서 전체적인 서사와 함께 묘사되며, 또 한 번은 민수기 11장 1-9절에서 별도의 서사의 일부로 등장한다. 출애굽기의 서술에 따르면, 만나는 "땅의 서리와 같은 잘고 얇은 것"으로 묘사된다. 민수기에서는 만나가 밤 동안 이슬과 함께 내렸다고 설명한다. 출애굽기는 만나가 태양열에 녹기 전에 거두어야 했다고 덧붙이며, 그 크기는 고수씨와 같고 색깔은 흰색이었다고 전한다.

민수기는 만나의 외양이 브델륨과 유사했다고 설명하며, 이스라엘 백성들이 이를 갈아서 떡을 만들어 구웠더니 기름을 넣어 구운 과자 맛과 비슷했다고 덧붙인다. 출애굽기는 날 만나의 맛이 꿀을 넣어 만든 과자와 같았다고 기술한다. 이스라엘 백성들은 매일 그날의 양만큼만 만나를 먹도록 지시받았다. 저장된 만나는 "벌레가 생기고 악취가 났다". 단, 안식일 전날(예비일)에 저장한 만나는 예외였는데, 이날은 평소의 두 배 양을 거두었다. 이 만나는 밤새 상하지 않았다. 출애굽기 16장 23-24절은 다음과 같이 말한다.
모세가 이렇게 말하였다. "야훼께서 하신 말씀이다. 내일은 모두 쉬어야 하는 야훼의 거룩한 안식일이니, 굽고 싶은 대로 굽고 끓일 만큼 끓이도록 하여라. 그리고 남은 것은 아침까지 남겨두어라." 그들은 모세의 명령대로 그것을 아침까지 남겨두었으나 쉬지도 않고 구더기도 생기지 않았다.

### 꾸란
꾸란에서 '만나'(mana)라는 단어는 세 차례 등장한다. 이는 2장 57절, 7장 160절, 그리고 20장 80절에서 찾아볼 수 있다. 사히 무슬림에 기록된 바에 따르면, 무함마드는 다음과 같이 말했다고 한다: "송로버섯은 하나님께서 모세를 통해 이스라엘 백성에게 보내신 '만나'의 일부이며, 그 즙은 눈에 대한 약이 된다."

### 정체

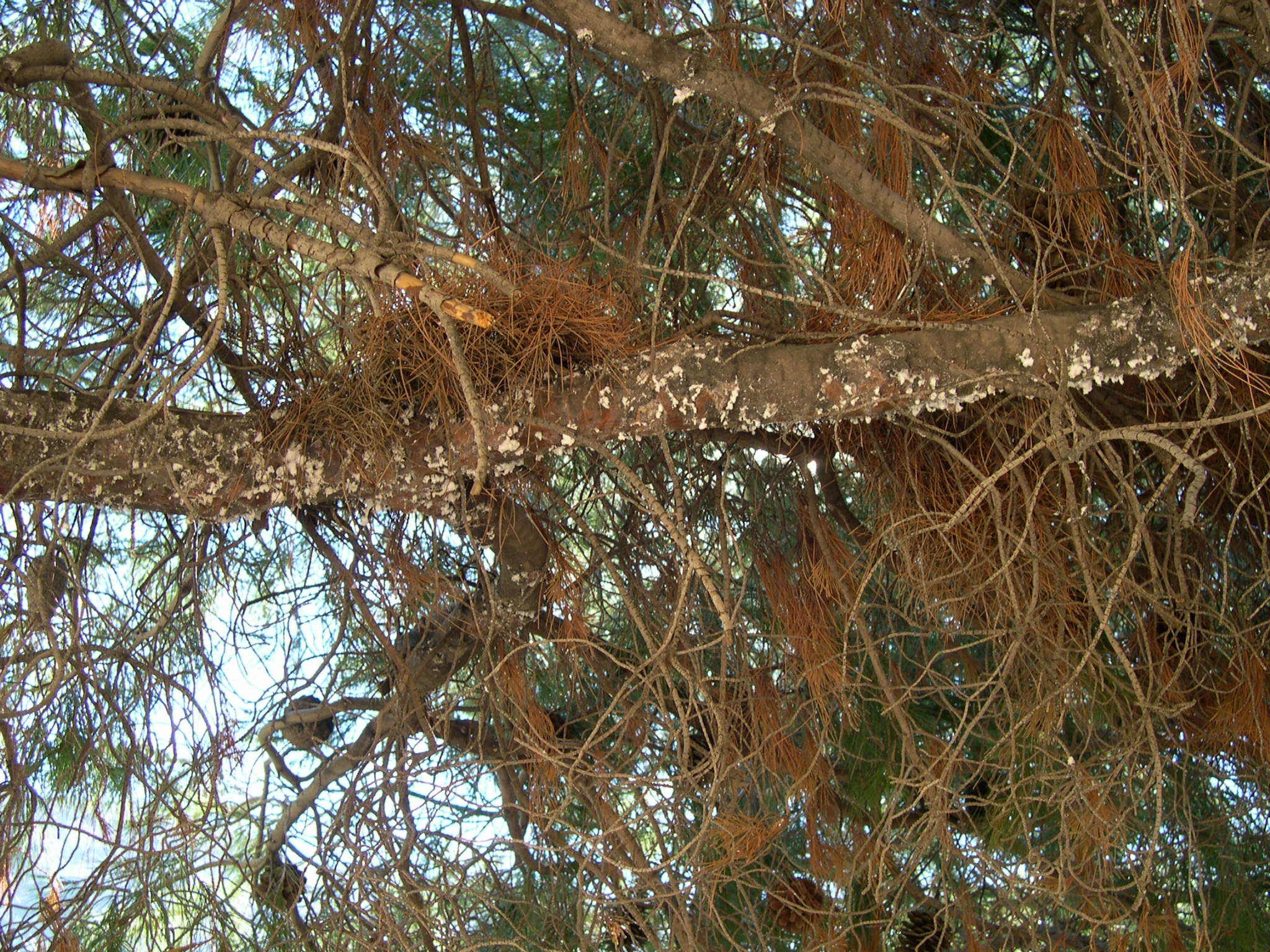
마르칼리나 헬레니카(Marchalina hellenica) 감로가 있는 소나무 가지

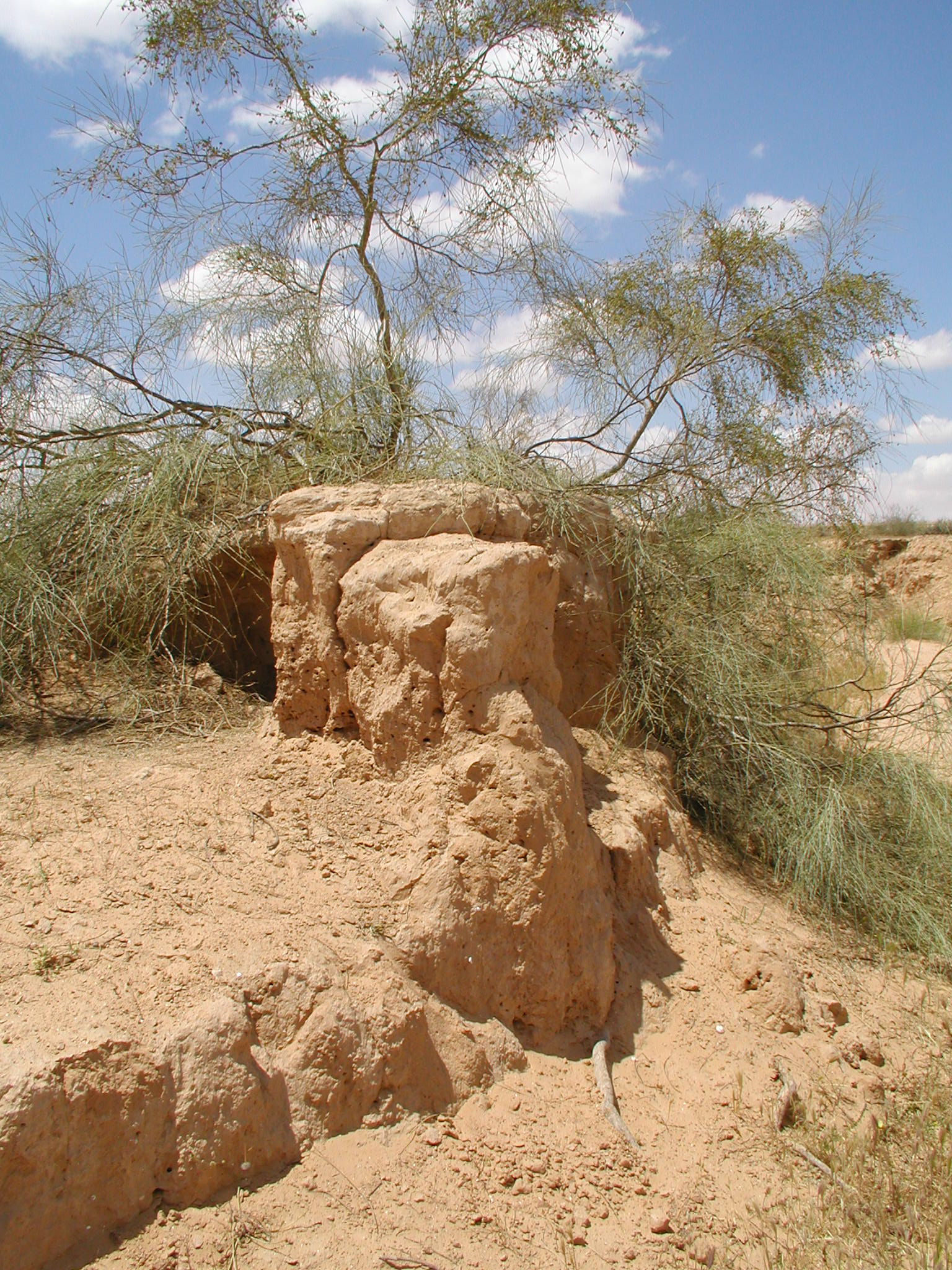
네게브 사막의 타마리스크 나무

성경의 기록에 따르면, 만나라는 이름은 '만 후(man hu)'라는 '질문'에서 유래했다고 한다. 이는 "이것이 무엇이냐?"라는 의미로 보이며, 히브리어가 아닌 아람어에서 파생되었을 가능성이 있다. '만(man)'은 아랍어의 '만'(man)과 동족어일 수 있는데, 이는 진딧물을 의미한다. 따라서 '만 후'는 "이것은 진딧물이다"라는 뜻이 될 수 있다. 이는 만나의 현대적 해석 중 하나인 특정 깍지벌레의 결정화된 감로와 일치한다. 사막 환경에서 이러한 감로는 수분 증발로 인해 빠르게 건조되어 끈적한 고체가 되고, 이후 흰색, 황색 또는 갈색으로 변한다.
특히 타마리스크를 먹이로 하는 타마리스크 만나 깍지벌레(Trabutina mannipara)의 분비물이 성경의 만나에 가장 가까운 후보로 여겨진다. 20세기 초, 시나이반도의 아랍인들은 이 물질을 '만 에스-심마'(man es-simma)라고 하여 판매했는데, 이는 대략 "하늘의 만나"라는 뜻이다. 타마리스크 나무(특히 Tamarix gallica)는 한때 남부 시나이 전역에 걸쳐 비교적 광범위하게 분포했었다. 타마리스크 만나 깍지벌레가 생산하는 감로는 왁스와 유사하고, 태양에 녹으며, 달콤하고 향기로우며(꿀과 비슷함), 더러운 황색을 띠어 성경의 만나 묘사와 어느 정도 일치한다. 그러나 대부분 설탕으로 구성되어 있어 장기간 인구의 생존에 필요한 충분한 영양을 제공하기는 어려웠을 것이며, 이를 떡 형태로 압축하는 것도 매우 어려웠을 것이다.
다른 종류의 감로로는 터키참나무 만나가 있다. 이는 페르시아어로 '게젠게비-게조'(gezengevi-gezo)', '멘'(men), 터키어로 '쿠드렛 헬바시'(Kudret helvasi), '만-에스-심마'(man-es-simma), 또는 디야르바키르 만나, 쿠르드 만나라고도 불린다. 이는 진딧물에 의해 형성되며 흰색으로 나타난다. 서부 이란, 북부 이라크, 동부 터키에서 흔했다. 건조되면 결정체 덩어리를 형성하여 단단해지고 돌처럼 보인다. 빵에 넣기 전에 으깨어 사용한다.
일부 학자들은 만나가 이집트어 '메누'(mennu)와 동족어라고 제안했는데, 이는 제물에 사용되는 물질을 지칭했다.
다른 연구자들은 만나가 지의류의 한 형태라고 믿었다. 지의류는 식물과 유사한 군체로, 종종 단위 부피당 질량이 낮고 "돛 면적"이 넓다. 특히 레카노라 에스쿨렌타(Lecanora esculenta)가 제안되었다. 성경과는 별개로, 다양한 지의류의 자연적인 공중 낙하가 기술된 바 있다. "아시아의 일부 지역에서는 레카노라 에스쿨렌타가 토양을 덮는 정도가 매우 높아, 파로트(Parrot)에 따르면 15에서 20센티미터 두께의 층을 형성한다."
1921년, 예루살렘 주재 미국 영사는 미국 정부에 만나를 "이슬의 한 형태"로 확인했다고 보고했다. 이는 참나무 잎에 떨어질 때 "굳어져 곡물의 형태를 띤다"고 했다.

### 차이

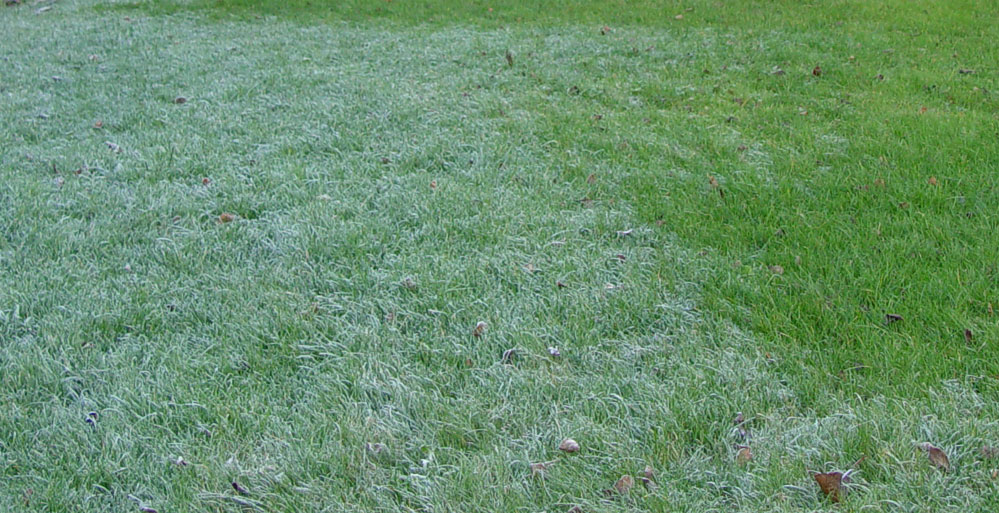
잔디밭 위의 서리. 만나는 흰색이며 그 색상이 서리와 비슷하다고 묘사된다.

일부 형태 비평가들은 만나에 대한 상충되는 설명이 서로 다른 전승에서 유래했다고 주장한다. 민수기의 묘사는 여호와 전승에서, 출애굽기의 묘사는 후대의 제사장 전승에서 온 것으로 본다. 바빌로니아 탈무드는 이러한 묘사의 차이가 먹는 사람에 따라 맛이 달랐기 때문이라고 설명한다. 어린 아이들에게는 꿀맛, 젊은이들에게는 빵맛, 노인들에게는 기름맛이 났다는 것이다. 비슷하게, 고전 랍비 문학에서는 만나가 이슬 전에 왔는지 후에 왔는지에 대한 의문을 해결하기 위해, 만나가 두 층의 이슬 사이에 끼어 있었다고 설명한다. 즉, 한 층의 이슬이 만나 전에 내리고, 다른 층이 그 후에 내렸다는 것이다.

## 기원
히브리어 성경과 신약성경에서 예수의 말씀에 따르면, 만나는 천국에서 온 것이다. 그러나 만나에 대한 다양한 해석들은 자연주의적이다. 미슈나에서 만나는 자연적이지만 독특한 물질로 취급되며, "창조 제6일의 황혼에 창조되었다"고 한다. 또한 만나가 도착하기 전에 깨끗함을 보장하기 위해 북풍이 대지를 쓸고 그 후 비가 내렸다고 설명한다. 고전 랍비 문학에 따르면, 만나는 의로운 자들이 사용할 수 있도록 하늘의 방앗간에서 갈려졌지만, 그 중 일부는 악한 자들에게 할당되어 그들이 직접 갈도록 남겨졌다고 한다.

## 사용 및 기능

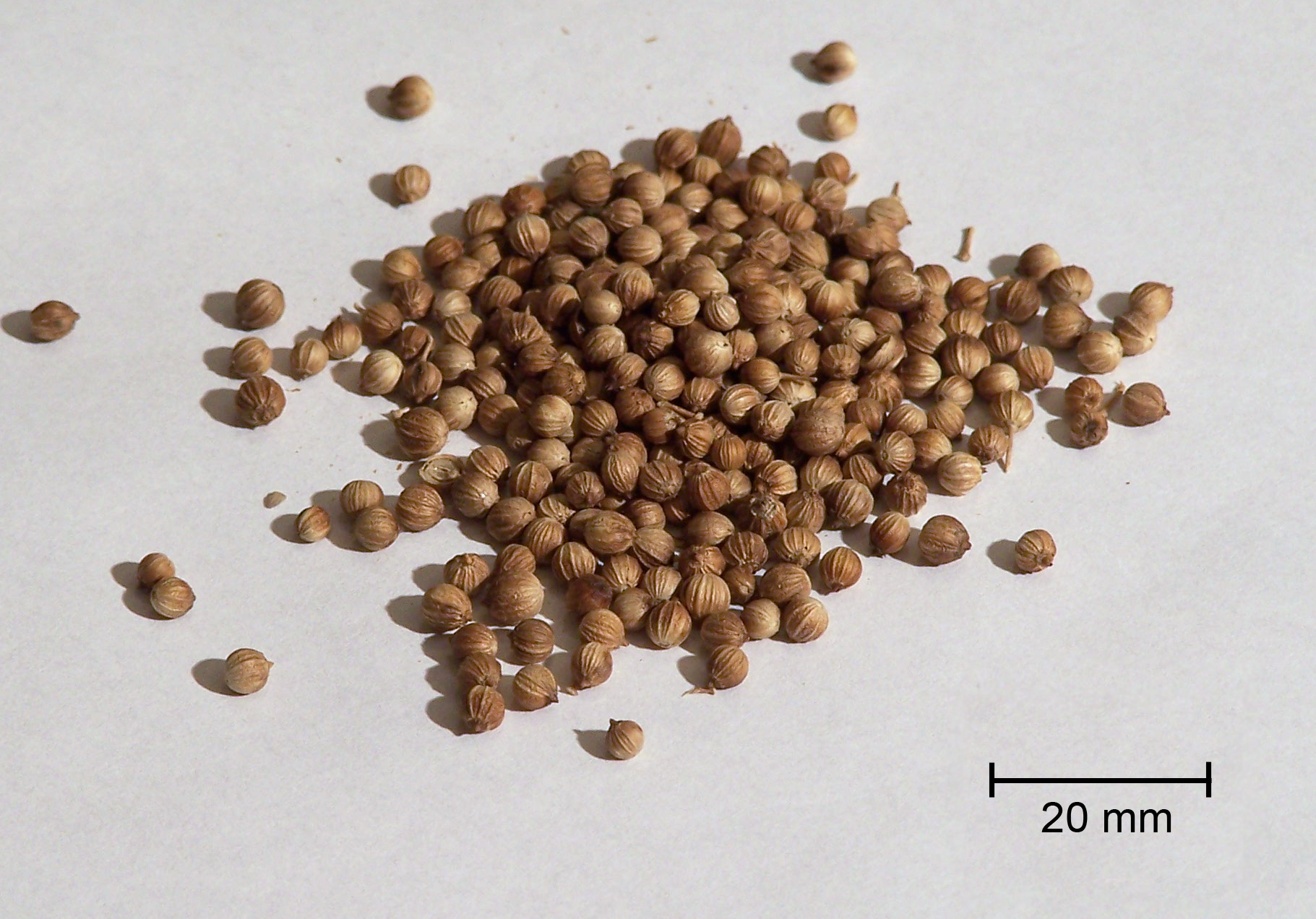
출애굽기에 따르면, 만나는 크기가 고수씨와 같으나 흰색이라고 한다(이는 고대 주석가들에 의해 고수씨의 둥근 형태와의 비교로 설명된다).

이스라엘 백성들이 가나안에 도착하기 전까지, 성경의 일부 구절들은 그들이 사막을 여행하는 동안 오직 만나만을 먹었음을 암시한다. 이는 그들이 함께 이동한 가축에서 얻을 수 있는 우유와 고기, 그리고 여정의 서사에서 언급되는 고운 밀가루, 기름, 고기 등의 식량이 있었음에도 불구하고 그러하다.
자연적인 식품 물질로서 만나는 배설물을 생성했을 것이다. 그러나 고전 랍비 문학에서는 만나를 초자연적 물질로 보아, 만나가 배설물을 만들지 않아 이스라엘 백성들이 수십 년 후 만나가 내리지 않을 때까지 배변을 하지 않았다고 주장한다. 현대 의학에 따르면 그렇게 오랜 기간 동안 배변을 하지 않는 것은 심각한 장 문제를 일으킬 수 있으며, 특히 나중에 다른 음식을 다시 섭취하기 시작했을 때 문제가 될 수 있다. 고전 랍비 저술가들은 이스라엘 백성들이 배변이 없는 것에 대해 불평했고 잠재적인 장 문제에 대해 우려했다고 말한다.
많은 기독교 채식주의자들은 하나님이 원래 인간이 고기를 먹지 않기를 의도했다고 말한다. 식물은 움직일 수 없고 그것들을 죽이는 것은 죄가 되지 않기 때문이라는 것이다. 비육류 물질인 만나는 이 이론을 뒷받침하는 데 사용된다. 더욱이, 백성들이 불평하며 메추라기를 원했을 때 하나님은 그들에게 주셨지만, 그들은 여전히 불평했고 일부는 탐욕스럽게 메추라기를 모았다. "백성들이 고기를 한창 뜯고 있는데 야훼의 진노가 그들에게 내렸다."라고 기록되어 있다.
만나는 식량으로만 사용된 것이 아니었다. 한 고전 랍비 문헌에 따르면, 만나의 향기로운 냄새가 유대인의 향수에 사용되었다고 한다.

## 수집

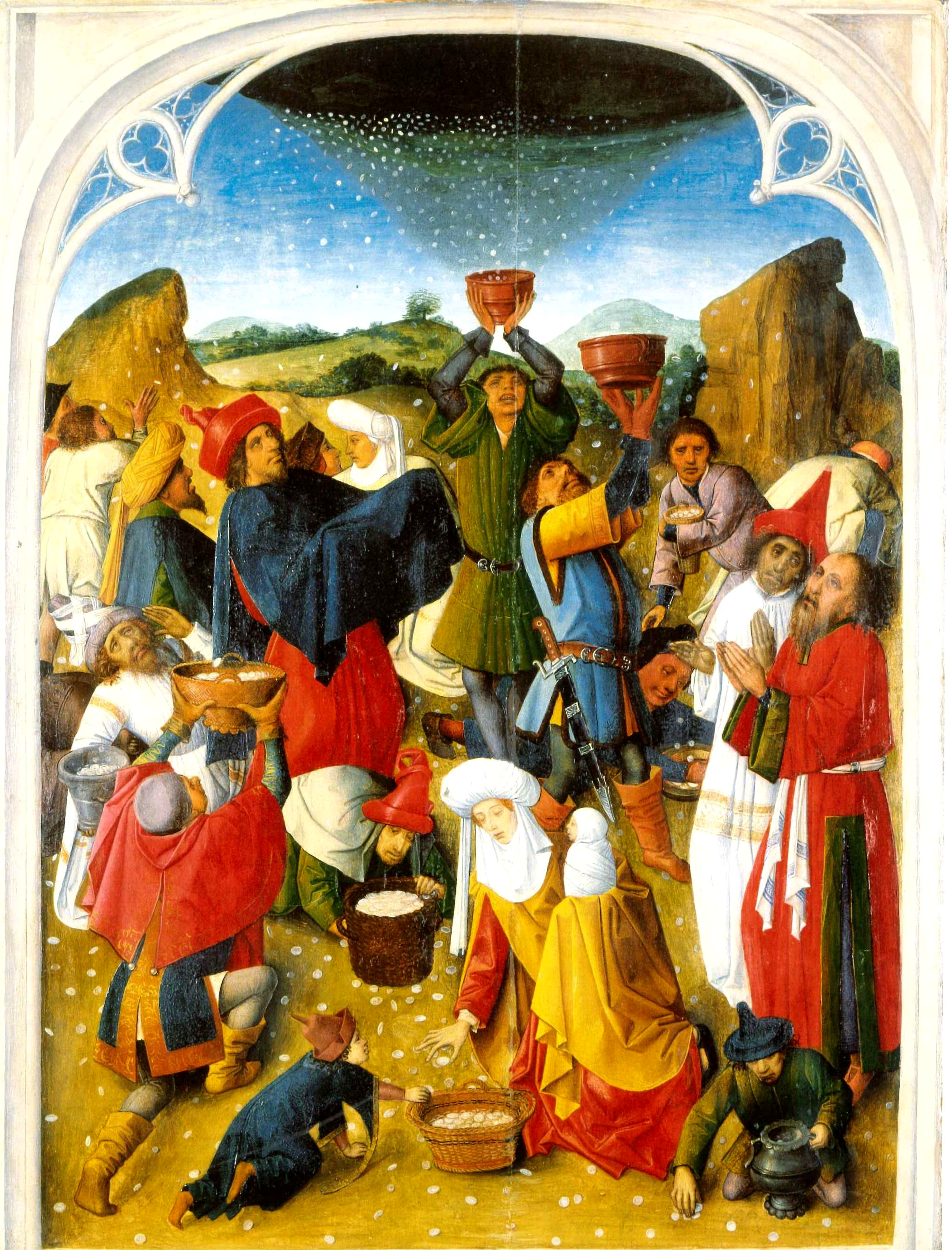
《만나의 수집》, c. 1460–1470

출애굽기에 따르면 매일 가족 구성원 한 명당 한 오멜의 만나가 수집되었다(약 3.64리터). 이는 수집에 들인 노력과 무관했음을 시사할 수 있다. 랍비 탄후마에 기인한 미드라쉬는 어떤 이들은 부지런히 들판으로 나가 만나를 모았지만, 다른 이들은 게으르게 누워서 팔을 뻗어 만나를 받아들였다고 언급한다. 탈무드는 이 요소가 노예 소유권 분쟁을 해결하는 데 사용되었다고 기술한다. 각 가구가 모을 수 있는 만나의 오멜 수가 합법적으로 그 가구에 속한 사람의 수를 나타냈기 때문이다. 도둑맞은 노예들의 만나 오멜은 합법적인 주인만이 모을 수 있었으므로, 합법적인 주인들은 여분의 만나 오멜을 가지고 있었을 것이다.
탈무드에 따르면, 만나는 신에 대한 강한 믿음을 가진 이들의 집 근처에서 발견되었고, 의심을 가진 이들의 집에서는 멀리 떨어져 있었다. 실제로 한 고전 미드라쉬는 만나를 이방인들이 만질 수 없었으며, 불가피하게 그들의 손에서 미끄러져 나갔다고 말한다. 미드라쉬 탄후마는 만나가 녹아 액체 흐름을 형성하고, 동물들이 그것을 마셨으며, 동물의 살에 풍미를 더했고, 따라서 간접적으로 이방인들이 섭취하였다고 주장한다. 이것이 이방인들이 만나를 맛볼 수 있는 유일한 방법이었다.
이러한 불균등한 분배의 암시에도 불구하고, 고전 랍비 문학은 만나가 매일 매우 큰 양으로 떨어졌다는 견해를 표현한다. 이에 따르면 만나는 2,000 큐빗 정사각형 위에 50에서 60 큐빗의 높이로 층을 이루며 쌓였는데, 이는 이스라엘 백성들을 2,000년 동안 먹일 수 있고 동서양의 모든 왕의 궁전에서 볼 수 있을 만큼 충분한 양이었다.

### 안식일

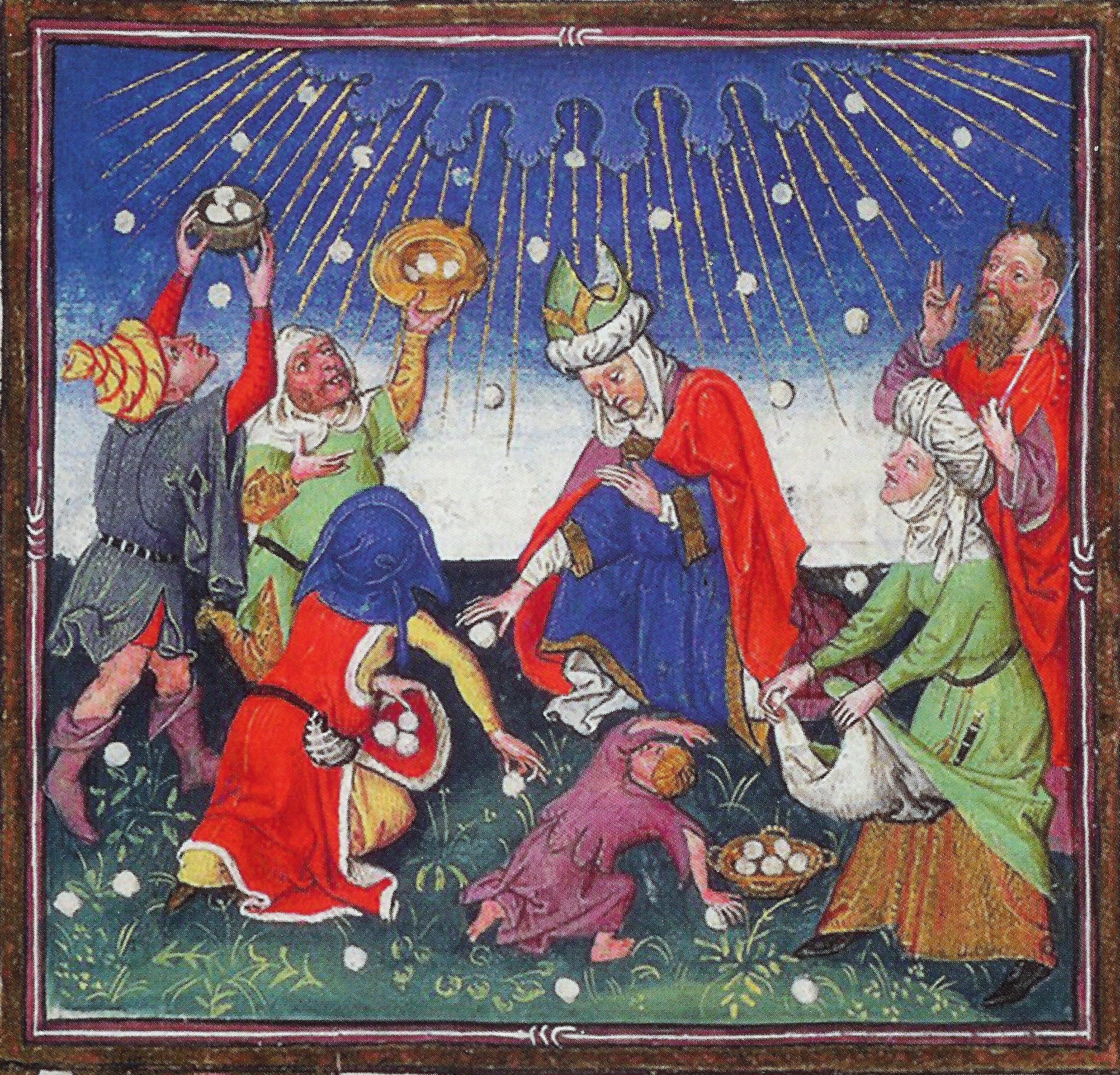
만나의 수집, 《클레브의 카트린의 시도서》에서 잘라낸 이미지. 필사본 MS M. 917-945 ff 137v, 모건 도서관 & 박물관 뉴욕, 약 1440년경.

출애굽기에 따르면, 샤바트(안식일)는 만나가 처음 나타난 주에 다시 제정되었다. 이 성서에서는 한 주의 여섯째 날 아침에 평소보다 두 배의 만나가 있었고, 일곱째 날에는 전혀 찾을 수 없었다고 기술한다. 보통 만나는 하룻밤이 지나면 썩고 구더기가 생겼지만, 여섯째 날에 모은 것은 이틀째 밤까지 신선함을 유지했다. 모세는 준비일의 두 배 분량을 샤바트에 소비해야 한다고 말했다. 또한 그는 하나님이 샤바트에 아무도 자기 자리를 떠나서는 안 된다고 지시하셨다고 전했는데, 이는 사람들이 그날에 쉴 수 있게 하기 위함이었다.
양식비평가들은 만나 이야기의 이 부분이 야훼주의 전통과 제사장 전통을 결합한 것으로 보고 있다. 야훼주의 전통은 샤바트 동안의 휴식을 강조하는 반면, 제사장 전통은 단순히 샤바트가 존재한다고만 언급하여 "샤바트"의 의미가 이미 알려져 있었음을 암시한다. 이 비평가들은 만나 이야기의 이 부분을 샤바트 준수의 기원을 설명하기 위해 고안된 원인론적 초자연 이야기로 간주하는데, 실제로는 모세 이전부터 있었을 가능성이 높다.

## 공급 기간
출애굽기는 이스라엘 백성이 40년 동안 만나를 섭취했다고 기술하는데, 이는 둘째 달 15일(이야르 15일)부터 시작되었다. 그러나 그들이 정착지에 도달하고 가나안(가나안 족속이 거주하는 땅)의 경계에 이르렀을 때 만나는 더 이상 나타나지 않았다. 양식비평가들은 이러한 변화를 만나의 중단에 대한 각 표현이 서로 다른 전승에서 유래했다고 본다. "정착지"는 제사장 전통에, "가나안의 경계"는 야훼주의 전통에 귀속시키거나, 여호수아기와의 동기화를 위한 후대의 가설적 편집으로 간주한다. 여호수아기는 이스라엘 백성이 길갈에 도달했을 때 연례 유월절 축제(니산 14일) 다음 날 만나가 나타나지 않게 되었다고 기술한다. 이야르 15일부터 니산 14일까지의 기간을 문자 그대로 계산하면 40년에서 한 달이 부족하다.
고전 랍비 저자들 사이에서도 만나가 언제 중단되었는지에 대해 의견이 일치하지 않는다. 특히 모세의 죽음 이후 40일, 70일, 또는 14년 동안 계속되었는지에 대해 의견이 갈린다. 실제로 조슈아 벤 레비에 따르면, 만나는 모세가 죽는 순간 나타나지 않게 되었다.
만나 공급의 종료에도 불구하고, 출애굽기는 오멜 크기의 항아리나 단지에 소량의 만나가 보존되어 있었으며, 이는 증거(아마도 언약궤 옆)를 향해 놓여 있었다고 기술한다. 이는 하나님이 모세에게 지시한 것으로, 모세는 이를 아론에게 위임했다. 히브리인들에게 보낸 편지는 이 항아리가 언약궤 안에 보관되었다고 기술한다. 고전 랍비 자료들은 이 항아리가 금으로 만들어졌다고 믿는다. 일부는 그것이 모세 다음 세대를 위해서만 있었다고 말하고, 다른 이들은 그것이 적어도 예레미야 시대까지 존재했다고 말한다. 그러나 열왕기상은 그것이 예레미야보다 이른 시기인 기원전 10세기 솔로몬의 통치 기간에 이미 없었다고 기술한다. 양식비평가들은 이 항아리에 대한 언급을 제사장 전통에 귀속시키며, 이 항아리가 기원전 6세기 초에 존재했다고 결론짓는다.

## 후대의 문화 참조
일반적으로 "만나"라는 용어는 신성하거나 영적인 양식을 지칭하는 데 사용되어 왔다.
이탈리아 바리의 산 니콜라 대성당에서는 매년 성 니콜라스의 무덤에서 맑은 액체를 수집하는 의식이 거행된다. 전설에 따르면 이 액체의 향기로운 향이 악을 물리치는 힘이 있다고 하며, "성 니콜라스의 만나"라는 이름으로 순례자들에게 판매된다. 이 액체는 무덤에서 서서히 스며 나오지만, 무덤 안의 시신에서 나오는 것인지 아니면 대리석 자체에서 나오는 것인지는 명확하지 않다. 바리가 항구 도시이고 무덤이 해수면 아래에 있다는 점을 고려하면, 모세관 현상에 의한 해수의 이동 등 이 만나 액체에 대한 여러 가지 자연적인 설명이 가능하다.
17세기에 한 여성이 "바리의 성 니콜라스의 만나"라는 이름으로 맑은 무미의 제품을 화장품으로 판매했다. 약 600명의 남성이 사망한 후, 이탈리아 당국은 이 소위 화장품이 그들의 아내들이 사용한 비소 제제였음을 발견했다.
로버트 노직은 분배적 정의에 관한 사고 실험에서 "하늘에서 내린 만나"를 언급한다.
현대 식물학적 맥락에서 만나는 종종 다양한 식물, 특히 특정 관목과 나무의 분비물을 지칭하는 데 사용된다. 특히 만나 물푸레나무의 수액을 증발시켜 얻은 당분을 가리키는데, 이는 나무 껍질에 작은 상처를 내어 추출한다. 남부 유럽과 서남아시아가 원산지인 만나 물푸레나무는 청녹색 수액을 생산하며, 이는 약한 완하제, 완화제, 약한 거담제로서 약용 가치가 있다.
만노스 당과 그 수소화된 당알코올인 만니톨이라는 이름은 모두 만나에서 유래되었다.

## 같이 보기
- 자밀